# (19717) 1999 UZ40
(19717) 1999 UZ40 est un astéroïde de la ceinture principale d'astéroïdes découvert en 1999.

## Description
(19717) 1999 UZ40 a été découvert le 16 octobre 1999 à Višnjan, une municipalité située dans le comitat d'Istrie en Croatie, par l'Observatoire de Višnjan.

### Caractéristiques orbitales
L'orbite de cet astéroïde est caractérisée par un demi-grand axe de 2,55 UA, un périhélie de 2,21 UA, une excentricité de 0,13 et une inclinaison de 2,06° par rapport à l'écliptique. Du fait de ces caractéristiques, à savoir un demi-grand axe compris entre 2 et 3,2 UA et un périhélie supérieur à 1,666 UA, il est classé, selon la JPL Small-Body Database, comme objet de la ceinture principale d'astéroïdes.

### Caractéristiques physiques
(19717) 1999 UZ40 a une magnitude absolue (H) de 14,0 et un albédo estimé à 0,153.